# People's Insurance Company of China
People's Insurance Company of China (PICC) est une compagnie d'assurance dont le siège social est situé à Pékin en Chine.